# Jimmy Gourley

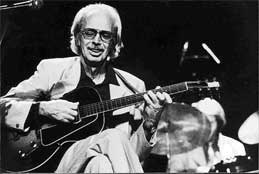
Jimmy Gourley

Jimmy Gourley (James Pasco Gourley Jr.; * 9. Juni 1926 in St. Louis, Missouri; † 7. Dezember 2008 in Villeneuve-Saint-Georges) war ein US-amerikanischer Jazzgitarrist.

## Leben und Wirken
Gourley wuchs in einer Musikerfamilie auf; sein Vater gründete 1936 das Monarch Conservatory of Music in Hammond. Anfang der 1940er Jahre trat er mit einer Band des gleichaltrigen Lee Konitz auf. 1943 bis 1944 trat er mit verschiedenen Formationen in der Umgebung von Los Angeles auf, bevor er bis 1946 bei der Kriegsmarine diente.
Nach seiner Rückkehr wurde er in Chicago Mitglied einer Band von Jay Burkhart. Später arbeitete er auch mit Gene Ammons, Sonny Stitt, Doug Mettome, Lou Levy, Anita O’Day sowie dem Duo Jackie Cain und Roy Kral. 1951 zog Gourley nach Paris, wo er vor allem mit Henri Renaud auftrat und Aufnahmen mit Zoot Sims, Gigi Gryce, Clifford Brown und Roy Haynes machte.
1958 trat er mehrere Monate lang mit Art Simmons auf; Anfang der 1960er Jahre arbeitete er mit Kenny Clarke, Stan Getz, Lester Young, Zoot Sims, J. J. Johnson und Bud Powell. 1964 unternahm er eine Europatournee mit einem eigenen Quartett. 1966 trat er im Trio mit Lou Bennett (später mit Eddy Louiss) und Kenny Clarke im Chat qui pêche auf.
Von 1970 bis 1972 lebte Gourley auf den Kanarischen Inseln; nach seiner Rückkehr nach Frankreich trat er in verschiedenen Formationen u. a. im Pariser Club Saint-Germain auf. In den 1980er Jahren arbeitete er im Trio mit Pierre Michelot und Charles Bellonzi (bzw. Philippe Combelle). 1986 trat er in New York, Chicago und Los Angeles auf und spielte Aufnahmen mit Marc Johnson, Victor Lewis, Ralph Moore und Don Sickler ein.
Am 7. Dezember 2008 starb Jimmy Gourley in Villeneuve-Saint-Georges im Alter von 82 Jahren.

## Diskografie
- Graffiti mit Daniel Humair, Bernard Lubat, Henri Texier, 1977
- No More, 1981
- The Jazz Trio mit Philippe Combelle, Marc Johnson, 1983
- The Left Bank of New York (Uptown) mit Marc Johnson, Victor Lewis, Ralph Moore, Don Sickler, 1986
- Double Action mit Barney Wilen, 2006
- And the Paris Heavyweights mit René Urtreger, Eddy Louiss, Luigi Trussardi, Kenny Clarke, André Ceccarelli, Humberto Canto, 2006
- Repetition, 2006
- Our Delight, 2006